# Francisco de Paula Dutra Faria
Francisco de Paula Dutra Faria (Angra do Heroísmo, 22 de Março de 1910 – Lisboa, 6 de Julho de 1978) foi um influente jornalista ligado ao integralismo lusitano e ao Estado Novo, que se destacou como diretor da Agência de Notícias e de Informações (ANI) e como comentador televisivo durante os anos finais da Segunda República Portuguesa. Publicou também algumas obras de ficção. O seu nome consta na lista de colaboradores do Boletim do Sindicato Nacional dos Jornalistas. Usou o pseudónimo de Patrick Al Cane.

## Biografia
Nasceu na freguesia de Santa Luzia da cidade de Angra do Heroísmo, cidade onde conclui o ensino secundário no respetivo Liceu Nacional. Ainda estudante liceal, iniciou-se com entusiasmo no jornalismo, fundando e dirigindo em Angra do Heroísmo um periódico intitulado Cruzada Nova (1928), uma revista de pendor nacionalista dedicada às artes e à doutrinação ligada ao campo conservador católico.
Terminado o ensino secundário, em 1929, com 19 anos de idade, fixou-se em Lisboa, onde se integrou nos meios intelectuais e políticos ligados ao movimento nacional-sindicalista e se dedicou ao jornalismo. Conjuntamente com outro jornalista terceirense, Ramiro Valadão, acabou por se integrar no movimento nacional-sindicalista. Em colaboração com António Pedro, fundou e dirigiu os periódicos Acção Nacional e Revolução, órgãos de propaganda daquela corrente política. Nas páginas do Revolução elogiou a subida de Adolf Hitler ao poder. Também colaborou na revista integralista intitulada Política (1929-1931). Com a consolidação da Ditadura Nacional foram extintos os movimentos de caráter político, entre os quais os grupos nacional-sindicalistas e integralistas, e foi imposta a cessação da publicação dos periódicos que controlavam.
Extintos os periódicos onde trabalhava, passou a redator do semanário literário Fradique, dirigido por Tomás Ribeiro Colaço.
Embora se mantivesse germanófilo, integrou a União Nacional, caminho seguido por muitos outros integralistas e nacional-sindicalistas que optaram por não enfrentar Oliveira Salazar. Essa opção levou a que fosse cooptado para a propaganda do Estado Novo e acabasse por ser um dos principais jornalistas ao serviço do Secretariado de Propaganda Nacional, cabendo-lhe chefiar os serviços culturais da Mocidade Portuguesa (1943), onde organizou o sector da formação ultramarina e fundou uma escola de locutores.
Foi chefe de redacção do Diário da Manhã (1944-1947) e, na década de 1950, redator principal de A Voz. Era colaborador do Diário Popular e da Acção, de Lisboa, e também do Diário Insular, de Angra do Heroísmo, para o qual enviou centenas de artigos sobre questões nacionais e de âmbito local. Para além de artigos noticiossos e sobre a actualidade políticas, é autor variados artigos sobre literatura e arte.
Quando o governo do Estado Novo decidiu fundar uma agência oficial de informação, a Agência de Notícias e de Informações (ANI), foi nomeado seu director, passando na prática a controlar o fluxo de informação que era transmitido para os jornais e restantes órgão da comunicação social portuguesa.
Para além do jornalismo também se dedicou à escrita criativa, sendo autor de um conjunto de novelas, que foram sendo publicadas em livro ou em jornais, e dos romances Diário de um intelectual comunista e O Mistério da serra interdita, este último publicado como a tradução de uma obra assinada por Patrick Al-Cane, um seu pseudónimo.
Após o 25 de Abril de 1974, refugiou-se inicialmente em Espanha e depois no Brasil. Regressou a Portugal em 1976. 
Em 1948 foi agraciado com o oficialato da Ordem da Fénix, da Grécia. Em 1959 foi feito oficial da Ordem Militar de Cristo.

## Obras publicadas
Para além das colaborações dispersas pelos diversos periódicos em que trabalhou, ou com os quais colaborou, é autor das seguintes obras:
- Ao acaso. Angra do Heroísmo, Editora Açoreana, 1928;
- Ao bater das Trindades … (da novela em preparação Nossa Senhora da Terra Antiga). Revista Insular e de Turismo, n.º 36, setembro de 1929.
- Carta ao Director do Diário da Manhã, 1932;
- Unidade da Juventude, 1935;
- Roda do Tempo, 1936;
- De Marinetti aos dimensionistas, 1936;
- Diário dum intelectual comunista, esboço dum romance. Acção-Editorial Império, 1936;
- À volta das ilhas. Revista Acção, n.º 19, de 28 de agosto de 1941;
- Navegação de paz e de glória, 1945;
- S. Francisco e o problema da paz, 1945;
- O mistério da serra interdita (romance de aventuras publicado sob o pseudónimo de Patrick Al Cane). Lisboa, Biblioteca Aventura e Mistério, 1945;
- Debate inoportuno, 1962;
- Portugal do Capricórnio, 1965;
- Mientras sopran los vientos de la História (em espanhol), 1968.